# Jang Won-hyung
Jang Won-hyung (Hangul: 장원형), es un actor surcoreano.

## Biografía
Estudió en la Universidad Nacional de Artes de Corea (Korea National University of Arts).

## Carrera
Es miembro de la agencia "Mystic Story" (미스틱스토리) previamente conocida como Mystic Entertainment.
En noviembre del 2018 se unió al elenco recurrente de la serie Priest donde dio vida al doctor Jang Won-suk, un residente de tercer año de medicina de emergencia del hospital católico a quien no le agrada la doctora Ham Eun-ho (Jeong Yu-mi).
A partir del 6 de abril del 2019 se unió al elenco recurrente de la serie The Fiery Priest donde interpretó a un mercenario contratado por el agente Lee Jung-gwon (Kim Min-jae).
Ese mismo año apareció en la serie Hot Stove League (también conocida como "Stove League") donde dio vida al jugador Lee Yong-jae, un miembro del equipo de béisbol "Dreams".
En el 2020 aparecerá en la película Whispering Corridors Reboot: Alma Mate donde interpretará a Park Yeon-mok.

## Filmografía

### Series de televisión
| Año         | Título                               | Personaje         | Notas       |
| ----------- | ------------------------------------ | ----------------- | ----------- |
| 2021        | Lovers of the Red Sky                | Shim Dae-yoo      |             |
| 2020        | Tale of the Nine Tailed              | Det. Baek Shi-woo |             |
| 2019        | Hot Stove League                     | Lee Yong-jae      |             |
| 2019        | The Lies Within                      | -                 |             |
| 2019        | Doctor Detective (닥터 탐정)         | -                 |             |
| 2019        | Oh, Yeojeong: Busan (오, 여정: 부산) | Seon Hyung        | 4 episodios |
| 2019        | The Fiery Priest                     | Asesino           | 8 episodios |
| 2019        | Trap                                 | Ho-gae            |             |
| 2018 - 2019 | Priest                               | Dr. Jang Won-suk  |             |
| 2018        | Something in the Rain                | Kim Dong-woo      | [ 5 ]       |

### Películas
| Año  | Título                                          | Personaje            | Notas |
| ---- | ----------------------------------------------- | -------------------- | ----- |
| 2020 | Professor Yang's Secret Power (나긋나긋한 허리) | -                    |       |
| 2020 | Whispering Corridors Reboot: Alma Mater         | Park Yeon-mok        |       |
| 2020 | Secret Zoo                                      | Hombre Extranjero    |       |
| 2018 | Illang: The Wolf Brigade                        | Park Tae-kyung       |       |
| 2018 | Burning                                         | Won Hyung            |       |
| 2017 | Heart Blackened                                 | Investigador #4      |       |
| 2016 | Mr. Cowper                                      | Min Goo              | Corto |
| 2016 | The Great Actor                                 | Equipo de Producción |       |
| 2013 | Trigger (방아쇠)                                | -                    | Corto |
| 2013 | Cold Eyes                                       | "Scarecrow"          |       |

### Apariciones en videos musicales
| Año  | Intérprete                   | Canción                       | Notas                                       |
| ---- | ---------------------------- | ----------------------------- | ------------------------------------------- |
| 2019 | Yoon Jong-shin               | "Shuffling"                   | (Monthly Project 2019 April Yoon Jong Shin) |
| 2018 | Son Tae-jin (손태진, TJ Son) | "Close Your Eyes" (잠든 그대) | [ 7 ]                                       |

### Teatro
| Año  | Título              | Personaje | Notas |
| ---- | ------------------- | --------- | ----- |
| 2016 | Friction Macbeth    | -         |       |
| 2013 | The Marowitz Hamlet | Hamlet    |       |